# Kaspar Röckelein
Die Kaspar Röckelein KG ist ein deutscher Baustoffproduzent mit Sitz in Wachenroth. Röckelein fertigt Baustoffe aus Normal- und Leichtbeton für verschiedene Baubereiche an. Das Unternehmen macht jährlich einen Umsatz von ca. 100 Mio. Euro (Schätzung) und hat 500 Mitarbeiter.

## Geschichte

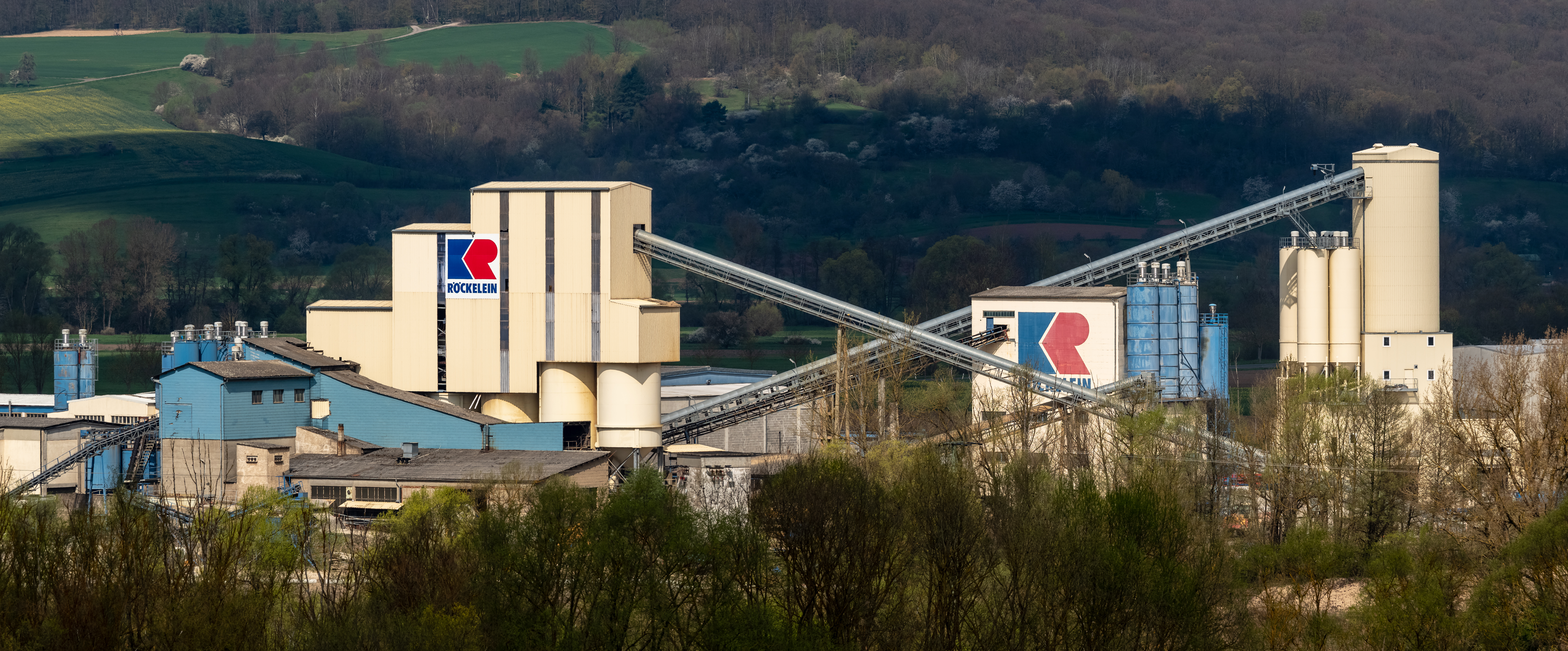
Werk in Ebing

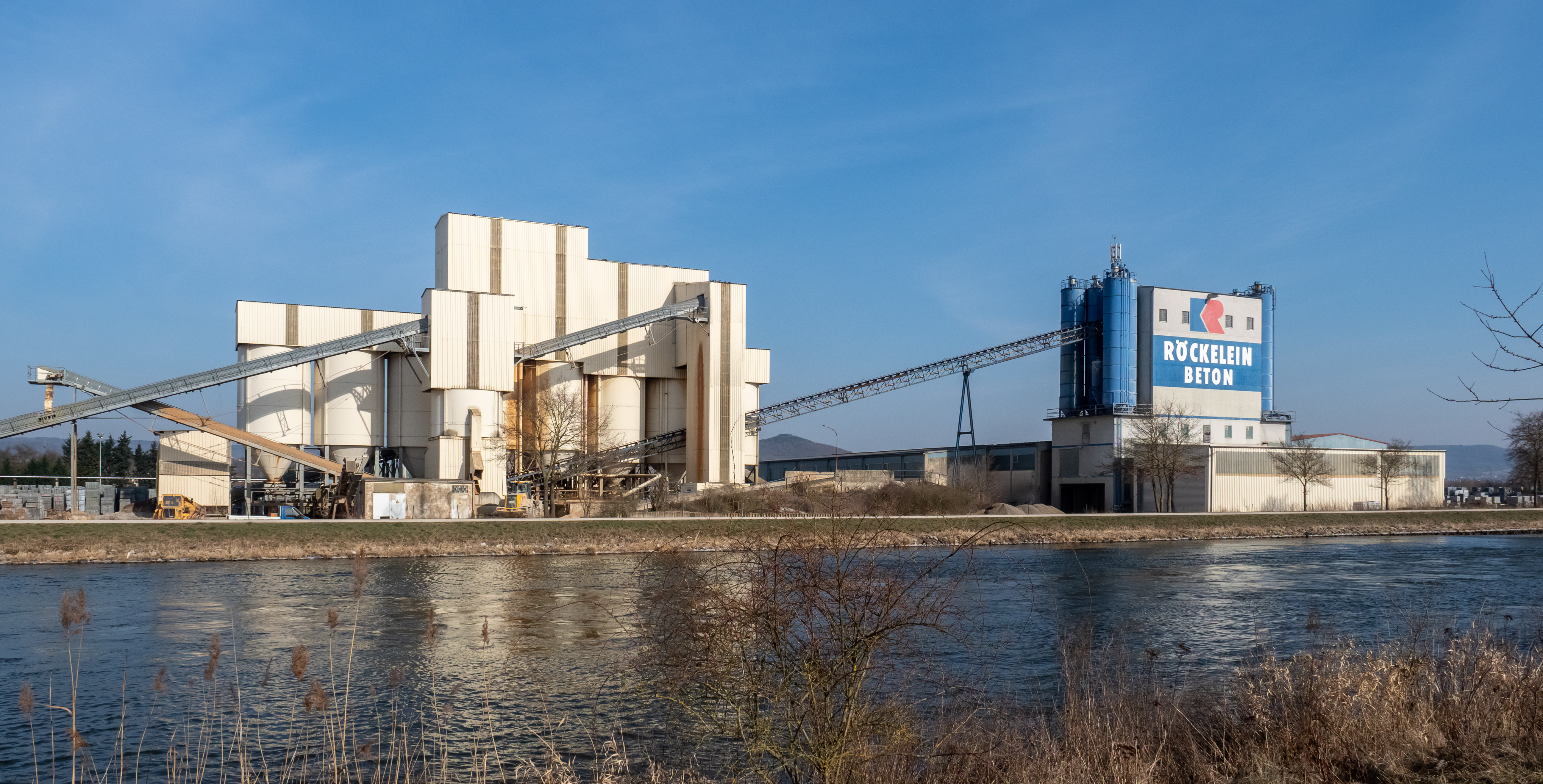
Werk in Altendorf

Das Unternehmen wurde im Jahre 1946 von Kaspar Röckelein in Wachenroth gegründet. Im Jahre 1954 wurde die erste automatischen Fertigungsanlage für Beton- und Bimshohlblöcke gebaut. Einige Jahre später wurde das Werk in Ebing in Betrieb genommen. Im Jahre 1964 produzierte man als erstes Unternehmen im nordbayerischen Raum Deckenplatten. Anschließend wurde in Altendorf ein weiteres Werk eröffnet.

## Produkte
Das Unternehmen hat sich auf folgende Bereich spezialisiert:
- Hochbau
- Tiefbau
- GaLa-Bau

Im Hochbau gehören zum Kerngebiet unter anderem Decken- und Wandsysteme, Fertigteiltreppen, Transportbeton und Urnenwände. Der Tiefbau befasst sich mit Rohren, Schächten und Rinnenplatten. Der GaLa Bau umfasst die Bereiche Zierpflaster, Terrassenplatten und Ökopflaster.
Quelle

## Standorte
Über folgende Standorte verfügt die Firma
- Wachenroth
- Ebing
- Altendorf
- Osterfeld